# Dàn nhạc nữ trại Auschwitz
Dàn nhạc nữ trại Auschwitz (Mädchenorchester von Auschwitz, dịch từng chữ một: "Dàn nhạc nữ của Auschwitz") được thành lập theo lệnh của Schutzstaffel (SS) vào năm 1943, trong thời kỳ Holocaust, tại trại tập trung Auschwitz II-Birkenau ở Ba Lan. Dàn nhạc hoạt động trong 19 tháng, từ tháng 4 năm 1943 đến tháng 10 năm 1944, gồm hầu hết các nữ tù nhân Người Do Thái và Người Slav trẻ tuổi. Họ tổ chức một hòa nhạc vào mỗi Chủ nhật cho lính SS.
Fania Fénelon, thành viên của dàn nhạc, kể lại những trải nghiệm của bà trong cuốn tự truyện Sursis pour l'orchestre (1976), phiên bản tiếng Anh: Playing for Timen (1977). Cuốn sách cũng là nội dung cho bộ phim truyền hình cùng tên vào năm 1980 của đạo diễn Arthur Miller.

## Hình thành
Dàn nhạc được thành lập vào tháng 4 năm 1943 bởi SS-Oberaufseherin Maria Mandel, người giám sát trại phụ nữ ở Auschwitz, và SS-Hauptsturmfuhrer Franz Hössler, chỉ huy trại phụ nữ. Các thành viên dàn nhạc đến từ nhiều quốc gia: Áo, Bỉ, Tiệp Khắc, Pháp, Đức, Hy Lạp, Hungary, Ba Lan, Hà Lan, Nga và Ukraine. 
Theo giáo sư âm nhạc Susan Eischeid, vào tháng 6 năm 1943 dàn nhạc có 20 thành viên; Đến năm 1944, dàn nhạc có 42–47 người chơi.

## Di chuyển đến Bergen-Belsen
Ngày 1 tháng 11 năm 1944, các thành viên Do Thái trong dàn nhạc nữ bị di chuyển bằng xe gia súc đến trại tập trung Bergen-Belsen ở Đức.  Ba thành viên, Lola Kroner, Julie Stroumsa và Else, đã qua đời ở đó. Vào ngày 18 tháng 1 năm 1945, những người phụ nữ không phải là người Do Thái trong dàn nhạc (một số người Ba Lan) di chuyển đến trại tập trung Ravensbrück.